# 타데오 가디
타데오 가디(1290년경~1366년)는 중세 이탈리아의 화가이자 건축가이다.
그는 가도 디 자노비, 일명 가도 가디의 아들이었다. 1313년부터 1337년 스승 지오토가 세상을 떠날 때까지 조토의 공방에서 활동했다. 조르조 바사리에 따르면 그는 지오토의 가장 재능 있는 제자로 여겨졌으며, 1347년 피렌체에서 가장 저명한 화가들을 뽑는 명단에서 최상위에 올랐다고 한다. 그는 상인으로서도 활동하며 베네치아에 지점을 운영하기도 했다. 그는 화가일 뿐 아니라 모자이크 제작자이자 건축가이기도 했다.
그의 대표작은 피렌체 산타 크로체 대성당의 바론첼리 예배당에 그린 《성모 마리아의 생애》 연작(1328~1338)이다. 이후 그는 같은 교회의 성구실에 있던 장식 패널도 그렸던 것으로 보이는데, 이 패널들은 현재 피렌체 아카데미아 미술관과 뮌헨, 베를린의 박물관들에 나뉘어 소장되어 있다. 이 작품들은 지오토가 창안한 새로운 양식을 충실히 계승하면서도, 바론첼리 예배당의 《성모 마리아의 성전 봉헌》에 나타나는 계단과 같은 건축적 배경에서 그의 독자적인 실험 정신을 보여준다.
일부 학자들은 그가 조토와 함께 로마의 스테파네스키 제단화(바티칸 박물관 소장) 제작에도 협업했을 것으로 보고 있다. 그 밖의 작품으로는 베른의 성모자상, 디종의 《동방박사의 경배’, 피사의 캄포산토 기념묘지에 있는 《욥기의 이야기들》, 피렌체 우피치 미술관의 《성모자와 천사들, 성인들》, 케임브리지 하버드 미술관의 《성 프란체스코의 성흔》, 피렌체의 《성모 마리아 수태화》, 산타 펠리치타 성구실의 다단 제단화 등이 있다. 바르셀로나의 카탈루냐 미술관(MNAC)에는 마드리드의 티센보르네미사 미술관으로부터 장기 대여된 1325년경의 작은 템페라 패널화 《성탄》이 소장되어 있는데, 이는 원래 더 큰 제단화의 일부였던 것으로 보인다. 바사리는 또한 그가 베키오 다리의 설계 및 재건을 맡았다고 전했지만, 이는 현대 학계에서 논란의 여지가 있다.
그는 아뇰로 가디와 조반니 가디의 아버지이기도 했다.

## 작품

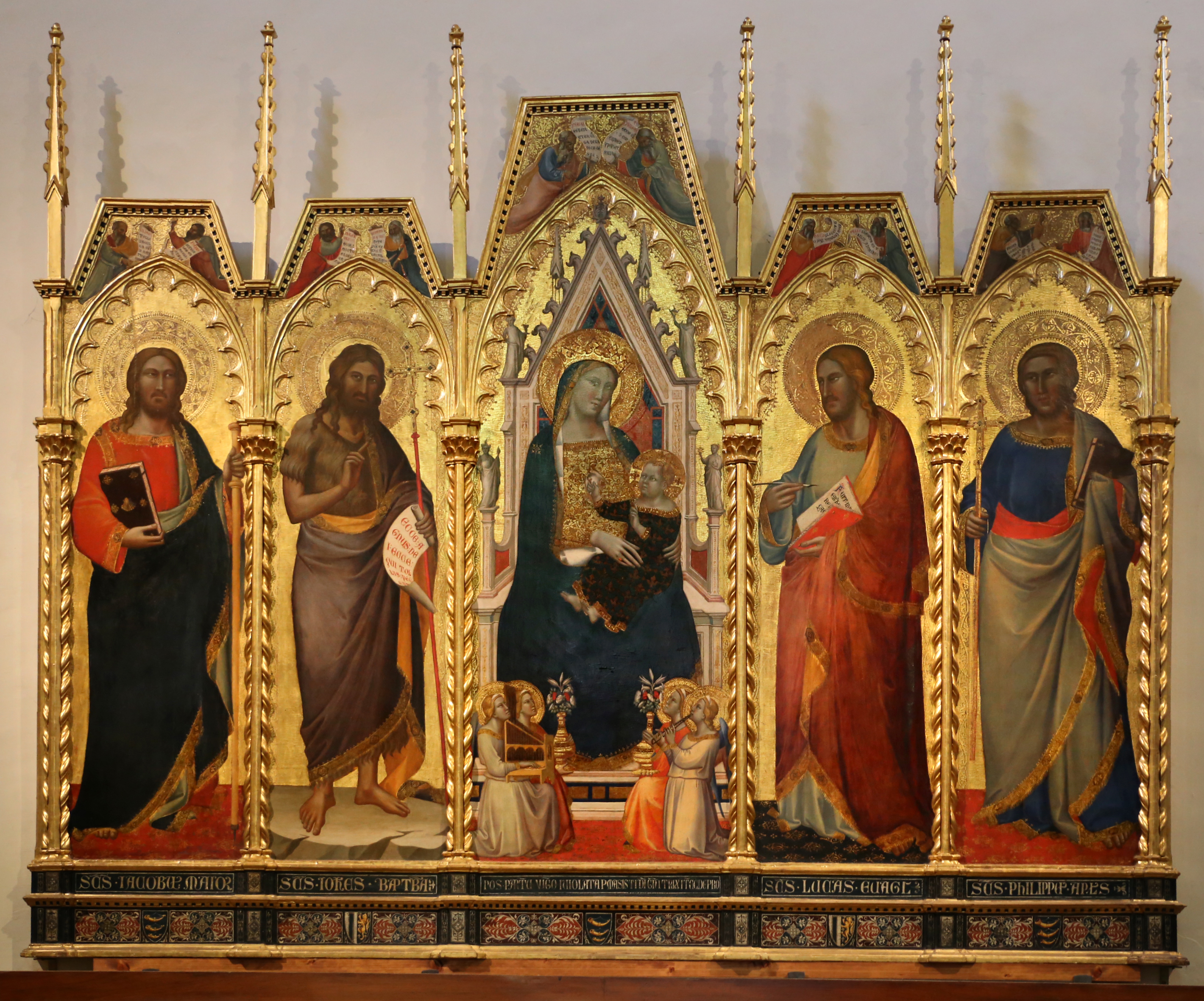
피렌체 올트라르노의 산타 펠리치타에 있는 다단 제단화
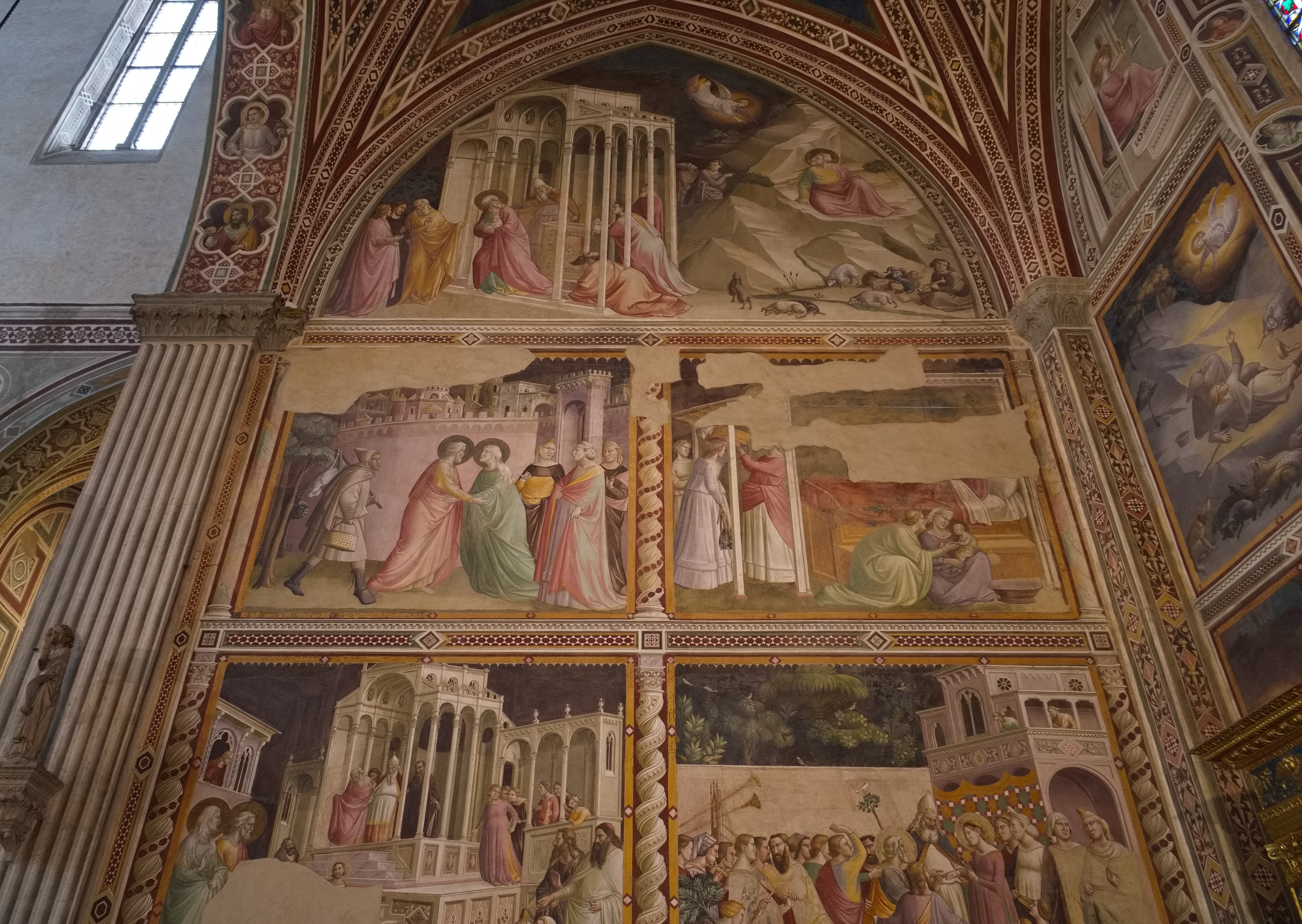
《성모 마리아의 생애 이야기》(북쪽 벽), 약 1330년, 바론첼리 예배당, 산타 크로체 성당, 피렌체
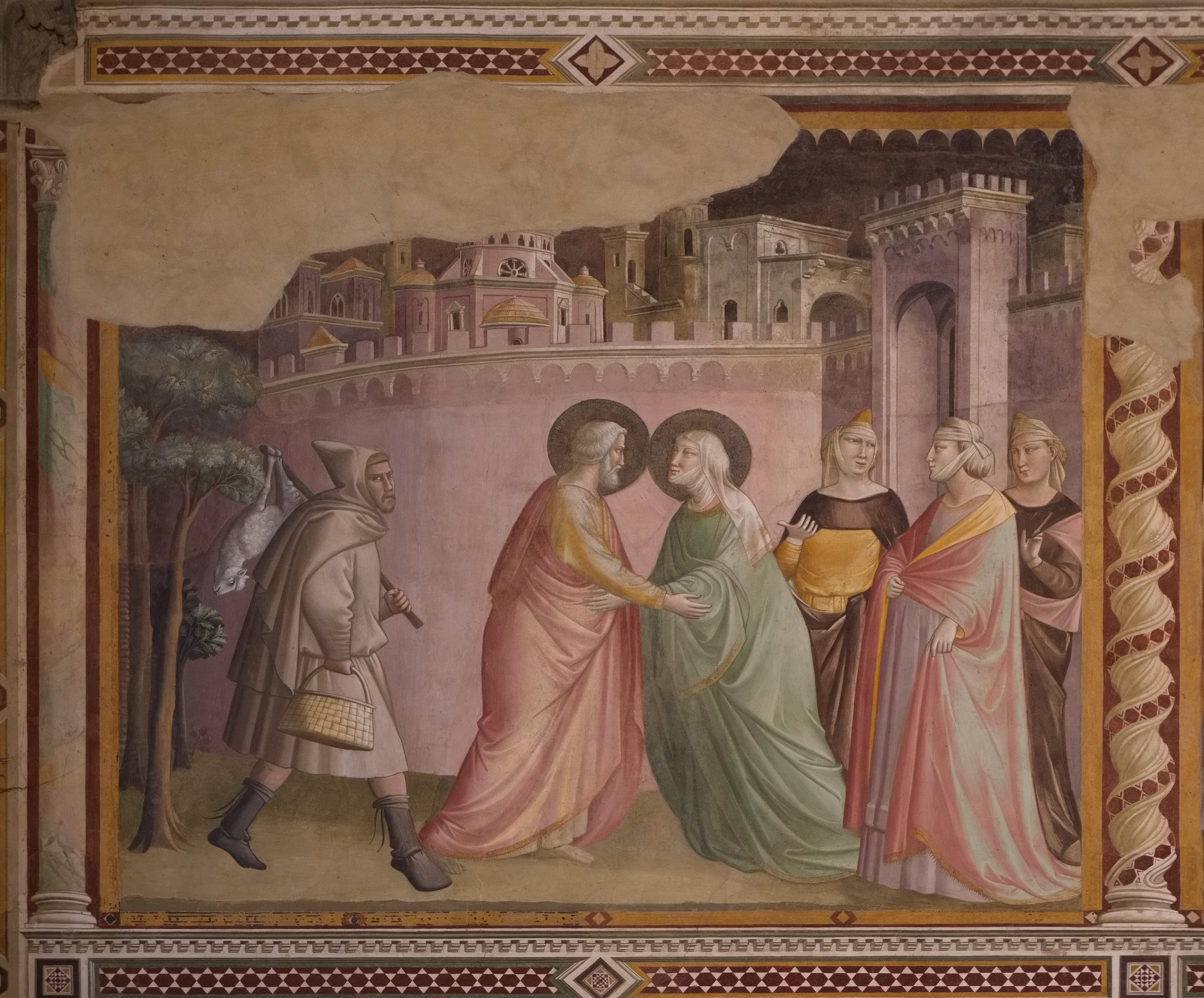
《성모 마리아의 방문》, 약 1330년, 바론첼리 예배당
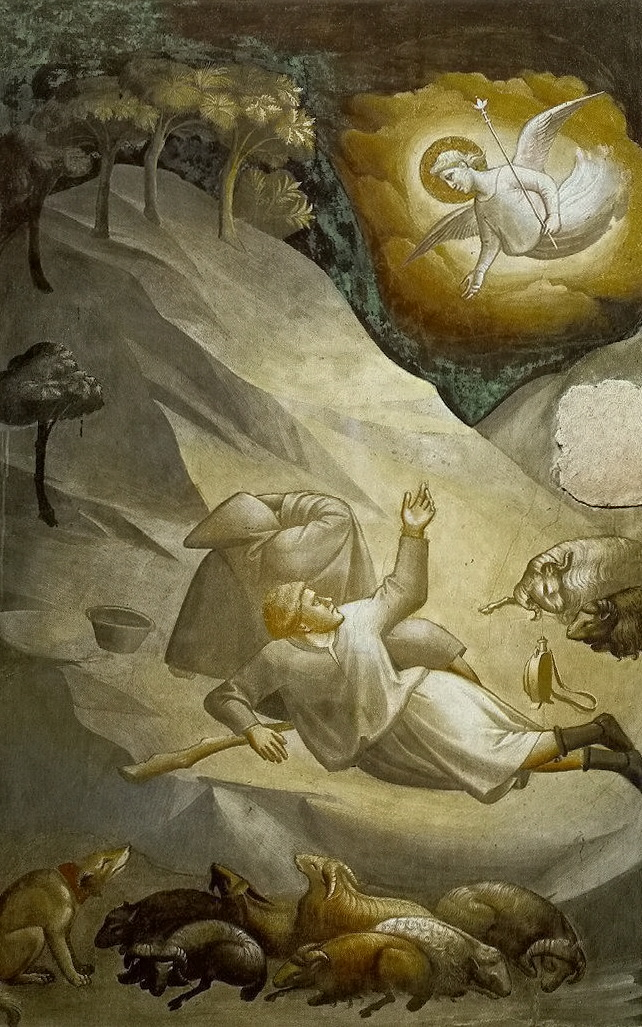
《목자들에게 나타난 천사》, 약 1330년, 바론첼리 예배당
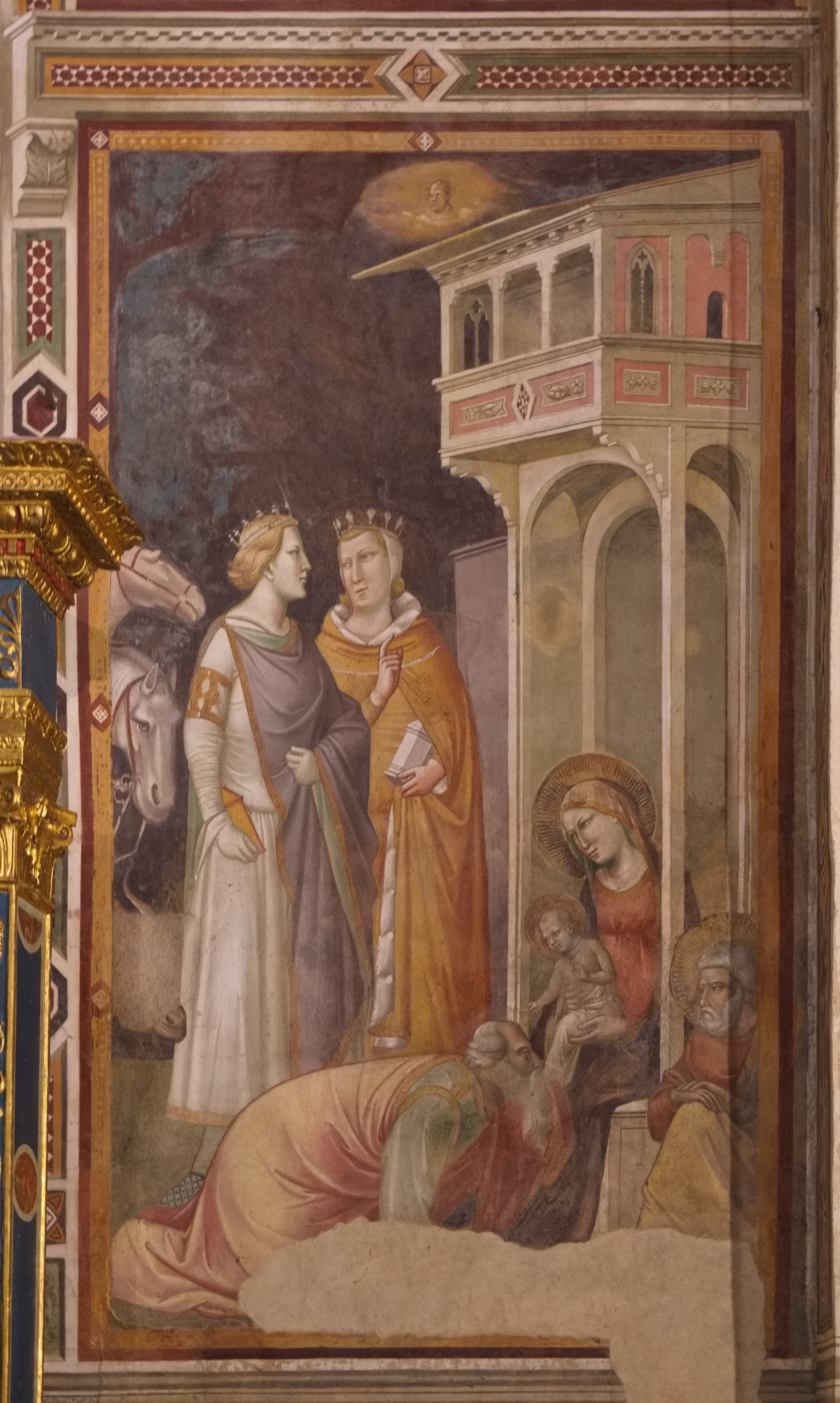
《동방박사의 경배》, 약 1330년, 바론첼리 예배당
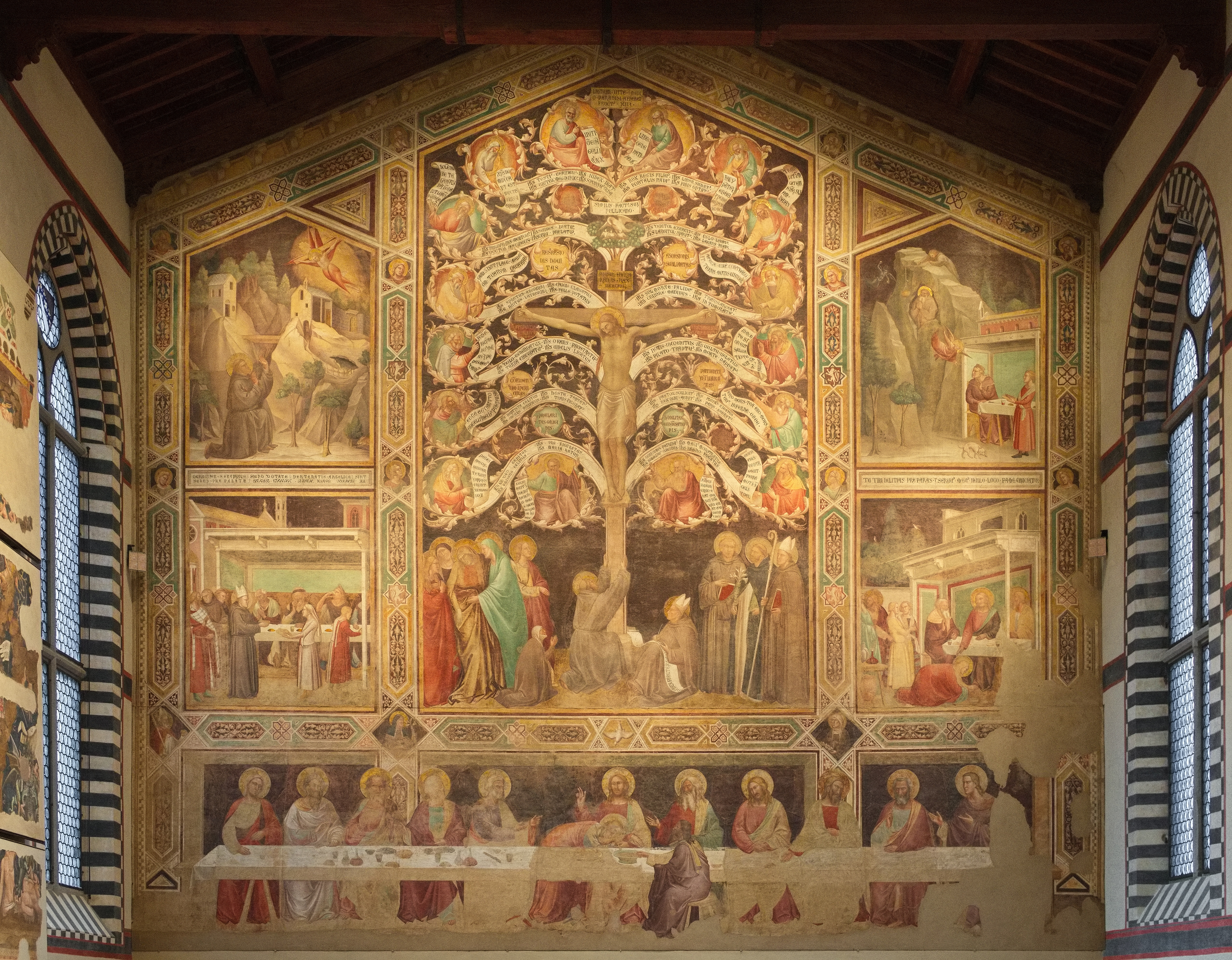
《생명의 나무》(Arbor vitae), 약 1330–40년 또는 1360년, 산타 크로체 식당

## 참조 문서
- 〈Agnolo, Giovanni and Taddeo Gaddi〉. 《Catholic Encyclopedia》. 2007년 1월 29일에 확인함.
- “Gaddi, Taddeo”. 《Web Gallery of Art》. 2007년 1월 29일에 확인함.
- “The Angelic Announcement to the Shepherds”. 《Web Gallery of Art》. 2007년 1월 29일에 확인함.